# Picumnus temminckii
El Carpinterito Cuellicanela, Carpinterito cuello canela o Carpinterito de cara canela Picumnus temminckii es una especie de ave piciforme, perteneciente a la familia Picidae, del género Picumnus.

## Localización
Es una especie de ave que se encuentra en Brasil, Argentina y Paraguay.